# Ad van Sleuwen
Ad van Sleuwen (Tilburg, 1 oktober 1950) is een Nederlands organist, pianist en componist.

## Biografie
Van Sleuwen werd geboren in een muzikaal katholiek gezin. Zijn vader en opa waren organist en zijn moeder was pianiste en zong in een kerkkoor. Op zijn vijfde kreeg hij zijn eerste muzieklessen op de muziekschool in Hilvarenbeek. Hierna ging hij piano en orgel studeren aan het Brabants Conservatorium in Tilburg. Hij kreeg hier lessen van Gerard van Blerk en Hub. Houët. Daarna studeerde hij nog bij Ewald Kooiman, Luigi Ferdinando Tagliavini en Ton Koopman.

## Loopbaan
Van Sleuwen ging na zijn studies werken als hoofdvakleraar orgel, docent muziekgeschiedenis, uitvoerings-praktijk en theoretische vakken aan het Fontys Conservatorium te Tilburg. Hierna schreef hij samen met theoloog Frans Jespers boeken over orgelgeschiedenissen. Daarnaast speelde hij op diverse kerkorgels waarvan hij 15 cd's uit heeft gebracht en toert hij door vele Europese landen waar hij soloconcerten organiseert. Hij vormde met de Russische pianiste Jelena Bazova een duo. Ook is hij medeoprichter van de stichting "Midden Brabantse Orgelkring" en zit hij in het bestuur hiervan. Tegenwoordig is hij vaste organist in de Petruskerk te Hilvarenbeek. In 2017 nam hij aldaar een cd op met composities van Jacques Boyvin.

## Onderscheidingen
- door burgemeester Driek van de Vondervoort benoemd tot lid in de Orde van Oranje-Nassau (2010)[3]
- Vergulde medaille van de Franse Société Académique Arts-Sciences-Lettres (2018)
- Gedecoreerd met de pauselijke onderscheiding ‘Pro Ecclesia et Pontifice’ (2021)[4]

## Publicaties
- (1976) De orgelmakers van hirtum
- (1977) De mixtuur
- (1978) Tot roem van zijn makers i.s.m. Frans Jespers
- (1980) Gedenkboek Hub. Houët
- (1989) Loret Symposium

## Discografie
- (1990) Van Hirtum-orgel
- (1990) Köning-orgel
- (1990) Loret-orgel
- (1991) Vollebregt-orgel
- (1991) Smits-orgel
- (1991) Simpson
- (1992) Smits-orgel
- (1992) Van Nes-orgel
- (1993) Keyboards
- (1993) Smits-orgel
- (1994) Collage
- (1999) Pereboom en Leijser-orgel
- (2000) Tilburgse Orgelhistorie
- (2000) Kontrasten
- (2000) Zuana Limana-orgel
- (2000) De kruisweg
- (2002) Brouwershaven
- (2002) Orgelmuziek
- (2006) Maarschalkerweerd-orgel
- (2007) Beethoven
- (2008) Bätz-orgel
- (2008) Van Hirtum-orgel
- (2010) Van Hirtum-orgel
- (2010) Telemann
- (2011) Smits-orgel
- (2016) Van Hirtum-orgel
- (2016) Zuane Limana orgel